# Aphantopus
Genre
Aphantopus est un genre de lépidoptères (papillons) de la famille des Nymphalidae et de la sous-famille des Satyrinae. Ses espèces sont originaires de l'écozone paléarctique.

## Liste des espèces
Selon FUNET Tree of Life (12 novembre 2020) :
- Aphantopus hyperantus (Linnaeus, 1758) — le Tristan — répandu en Europe et en Asie tempérée.
- Aphantopus maculosa (Leech, 1890) — en Chine.
- Aphantopus arvensis (Oberthür, 1876) — en Chine.